# Championnats du monde de patinage artistique 2012
Navigation
Mondiaux 2011 Mondiaux 2013
Les Championnats du monde de patinage artistique 2012 ont eu lieu du 26 mars au 1er avril 2012 au palais des expositions Acropolis de Nice en France. C'est la huitième fois que la France organise les mondiaux de patinage artistique après les éditions de 1936, 1949, 1952, 1958, 1971, 1989 et 2000.

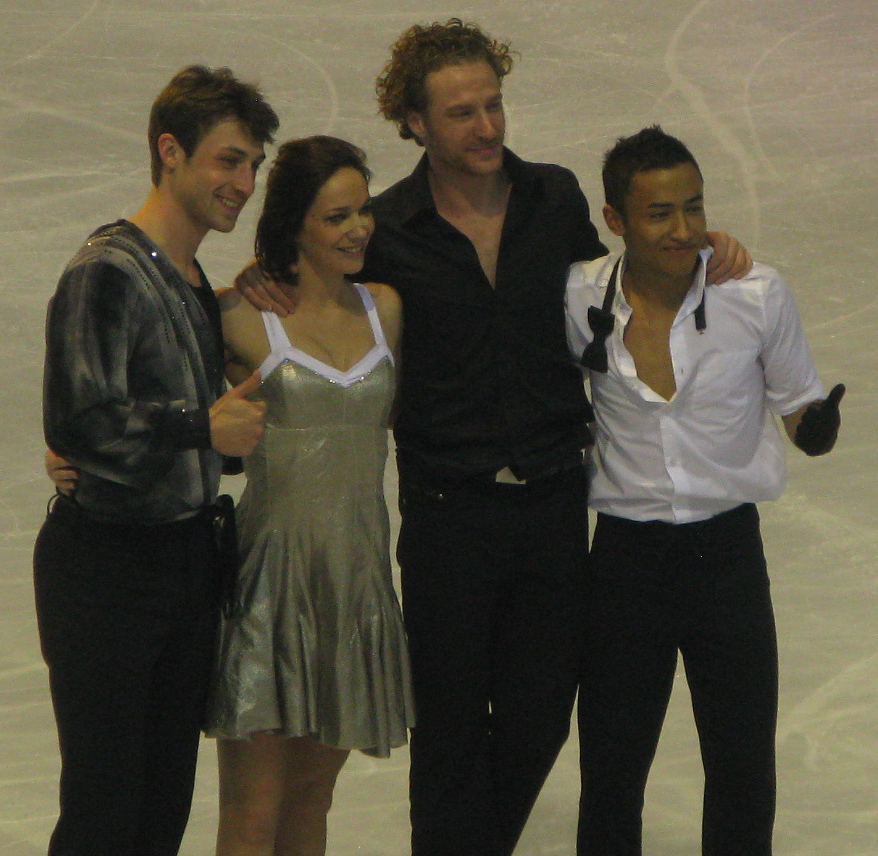
Brian Joubert, Nathalie Péchalat, Fabian Bourzat et Florent Amodio lors des championnats du monde 2012.

## Qualifications
Les patineurs sont éligibles à l'épreuve s'ils représentent une nation membre de l'Union internationale de patinage (International Skating Union en anglais) et s'ils ont atteint l'âge de 15 ans avant le 1er juillet 2011. Les fédérations nationales sélectionnent leurs patineurs en fonction de leurs propres critères, mais l'Union internationale de patinage exige un score minimum d'éléments techniques (Technical Elements Score en anglais) lors d'une compétition internationale avant les championnats du monde.

### Score minimum d'éléments techniques
L'Union internationale de patinage stipule que les notes minimales doivent être obtenues lors d'une compétition internationale senior reconnue par elle-même au cours de la saison en cours ou précédente. 
| Score minimum d'éléments techniques                                                         | Score minimum d'éléments techniques | Score minimum d'éléments techniques |
| Discipline                                                                                  | Programme court                     | Programme libre                     |
| Messieurs                                                                                   | 20.00                               | 35.00                               |
| Dames                                                                                       | 15.00                               | 25.00                               |
| Couples                                                                                     | 17.00                               | 30.00                               |
| Danse sur glace                                                                             | 17.00                               | 27.00                               |
| ------------------------------------------------------------------------------------------- | ----------------------------------- | ----------------------------------- |
| Les scores des programmes courts et libres peuvent être obtenus à différentes compétitions. |                                     |                                     |

### Nombre d'inscriptions par discipline
Sur la base des résultats des championnats du monde 2011, l'Union internationale de patinage autorise chaque pays à avoir de une à trois inscriptions par discipline.
| Entrées                                                    | Messieurs                                        | Dames                                           | Couples                              | Danse sur glace          |
| ---------------------------------------------------------- | ------------------------------------------------ | ----------------------------------------------- | ------------------------------------ | ------------------------ |
| 3                                                          | Japon                                            | Japon Russie                                    | Allemagne Russie                     | Canada Russie États-Unis |
| 2                                                          | Canada Tchéquie France Russie Espagne États-Unis | Finlande Géorgie Italie Corée du Sud États-Unis | Canada Chine Italie Japon États-Unis | France Italie            |
| Les pays non listés dans ce tableau ont droit à une entrée |                                                  |                                                 |                                      |                          |

Certains patineurs ou couples ont dû concourir à des qualifications, tandis que d'autres ont reçu leur inscription directement pour le programme court. Si un pays a une inscription non directe, c'est le patineur ou le couple le moins bien classé au niveau mondial qui participe aux qualifications. Celles ci permettent uniquement de se qualifier pour les programmes courts ; les points obtenus lors des qualifications ne comptent pas pour le résultat final.

## Podiums

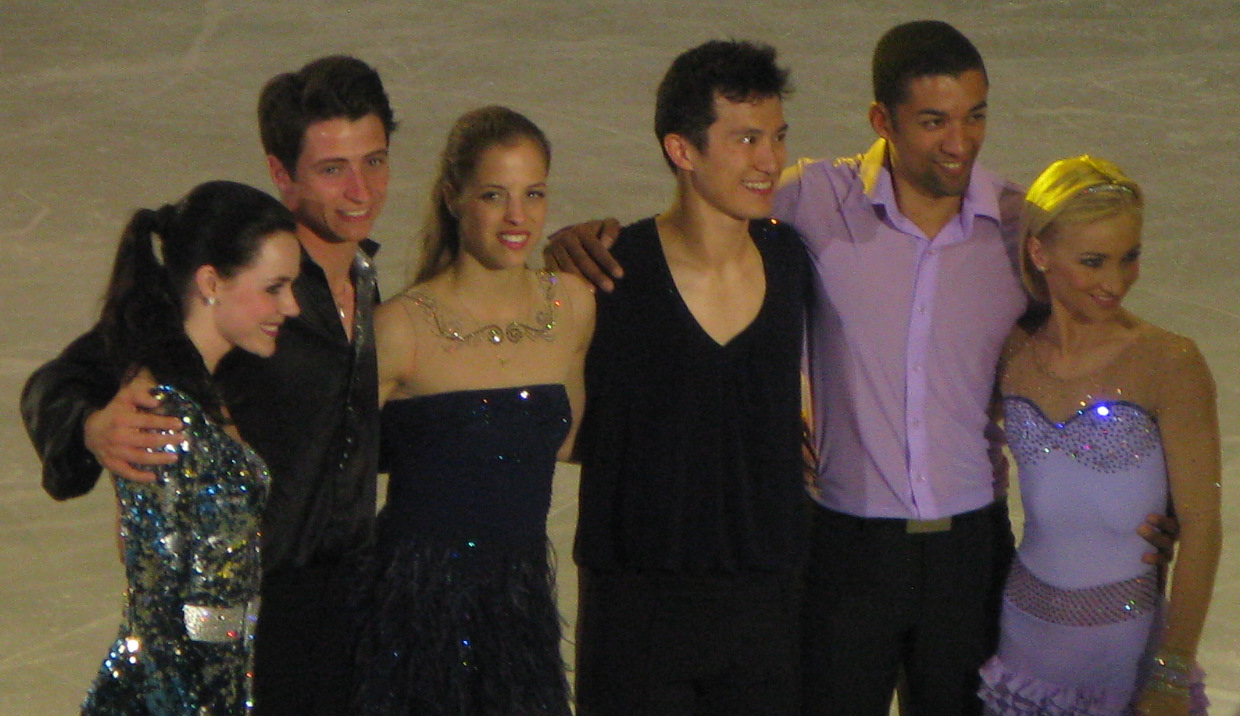
Les médaillés d'or.

| Épreuves                            | Or                                | Argent                              | Bronze                             |
| ----------------------------------- | --------------------------------- | ----------------------------------- | ---------------------------------- |
| Messieurs résultats détaillés       | Patrick Chan                      | Daisuke Takahashi                   | Yuzuru Hanyu                       |
| Dames résultats détaillés           | Carolina Kostner                  | Alena Leonova                       | Akiko Suzuki                       |
| Couples résultats détaillés         | Aljona Savchenko / Robin Szolkowy | Tatiana Volosozhar / Maksim Trankov | Narumi Takahashi / Mervin Tran     |
| Danse sur glace résultats détaillés | Tessa Virtue / Scott Moir         | Meryl Davis / Charlie White         | Nathalie Péchalat / Fabian Bourzat |

## Tableau des médailles
| Rang  | Nation     | Or | Argent | Bronze | Total |
| ----- | ---------- | -- | ------ | ------ | ----- |
| 1     | Canada     | 2  | 0      | 0      | 2     |
| 2     | Allemagne  | 1  | 0      | 0      | 1     |
| 2     | Italie     | 1  | 0      | 0      | 1     |
| 4     | Russie     | 0  | 2      | 0      | 2     |
| 5     | Japon      | 0  | 1      | 3      | 4     |
| 6     | États-Unis | 0  | 1      | 0      | 1     |
| 7     | France     | 0  | 0      | 1      | 1     |
| Total | Total      | 4  | 4      | 4      | 12    |

## Détails des compétitions

### Messieurs

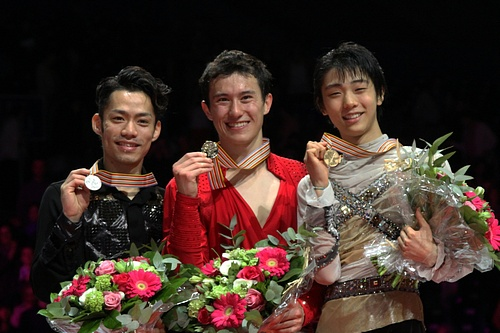
Podium des Messieurs

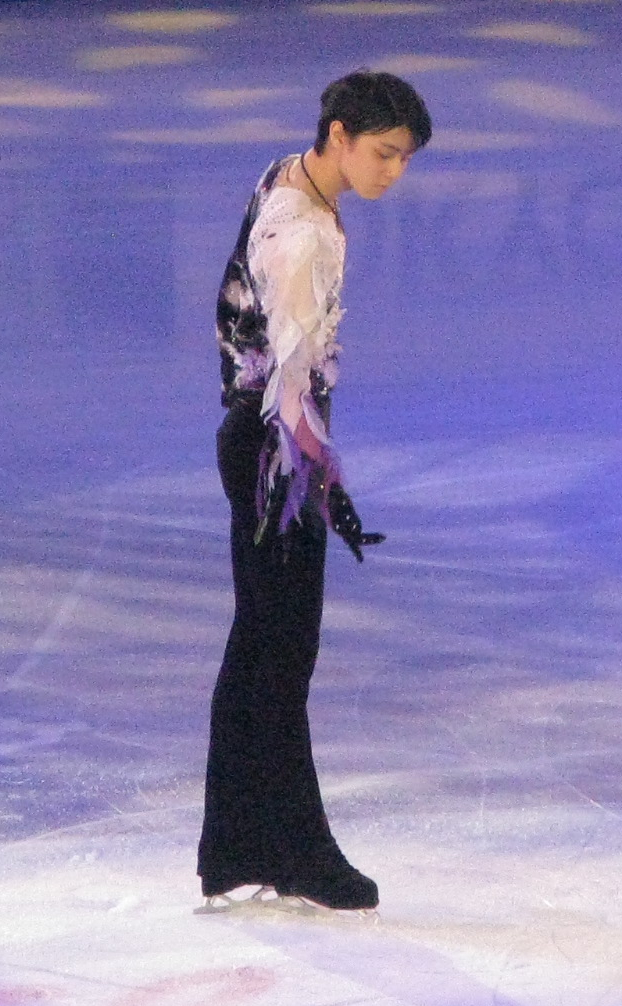
Yuzuru Hanyu lors des championnats.

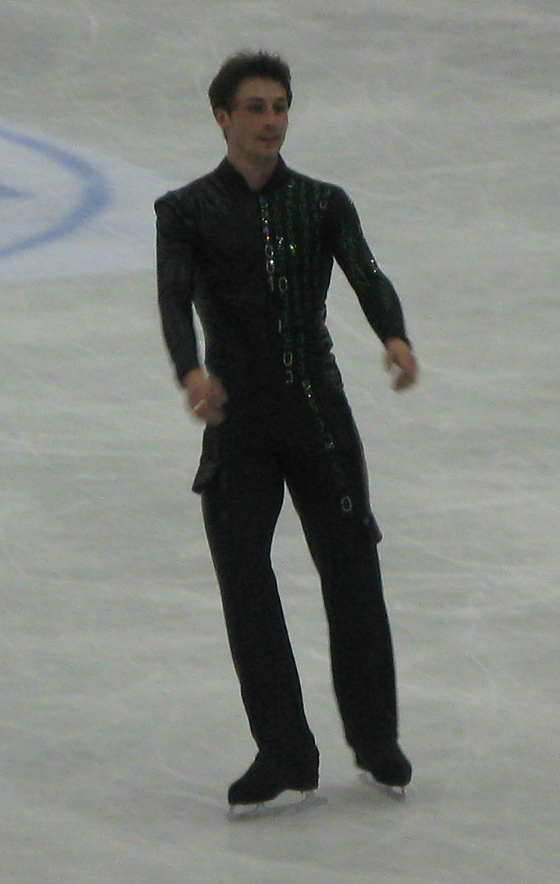
Brian Joubert lors des championnats.

| Rang                                        | Nom                   | Pays               | Qualifications | Qualifications | Points | Programme court | Programme court | Programme libre | Programme libre |
| ------------------------------------------- | --------------------- | ------------------ | -------------- | -------------- | ------ | --------------- | --------------- | --------------- | --------------- |
| 1                                           | Patrick Chan          | Canada             |                |                | 266.11 | 1               | 89.41           | 1               | 176.70          |
| 2                                           | Daisuke Takahashi     | Japon              |                |                | 259.66 | 3               | 85.72           | 3               | 173.94          |
| 3                                           | Yuzuru Hanyu          | Japon              |                |                | 251.06 | 7               | 77.07           | 2               | 173.99          |
| 4                                           | Brian Joubert         | France             |                |                | 244.58 | 4               | 83.47           | 5               | 161.11          |
| 5                                           | Florent Amodio        | France             |                |                | 243.03 | 6               | 79.96           | 4               | 163.07          |
| 6                                           | Michal Březina        | Tchéquie           |                |                | 239.55 | 2               | 87.67           | 7               | 151.88          |
| 7                                           | Denis Ten             | Kazakhstan         |                |                | 229.70 | 8               | 76.00           | 6               | 153.70          |
| 8                                           | Jeremy Abbott         | États-Unis         |                |                | 226.19 | 9               | 74.85           | 8               | 151.34          |
| 9                                           | Javier Fernández      | Espagne            |                |                | 225.87 | 5               | 81.87           | 14              | 144.00          |
| 10                                          | Samuel Contesti       | Italie             |                |                | 224.89 | 11              | 73.55           | 9               | 151.34          |
| 11                                          | Takahiko Kozuka       | Japon              |                |                | 218.63 | 13              | 71.78           | 11              | 146.85          |
| 12                                          | Kevin Reynolds        | Canada             |                |                | 217.20 | 12              | 72.95           | 13              | 144.25          |
| 13                                          | Adam Rippon           | États-Unis         |                |                | 216.63 | 10              | 73.55           | 16              | 143.08          |
| 14                                          | Song Nan              | Chine              | 1              | 130.75         | 216.33 | 15              | 69.58           | 12              | 146.75          |
| 15                                          | Kevin Van Der Perren  | Belgique           |                |                | 214.04 | 18              | 66.38           | 10              | 147.66          |
| 16                                          | Tomáš Verner          | Tchéquie           |                |                | 210.66 | 14              | 70.38           | 17              | 140.28          |
| 17                                          | Sergey Voronov        | Russie             | 2              | 128.47         | 210.04 | 17              | 66.81           | 15              | 143.23          |
| 18                                          | Artur Gachinski       | Russie             |                |                | 205.06 | 16              | 68.50           | 18              | 136.56          |
| 19                                          | Misha Ge              | Ouzbékistan        | 4              | 124.41         | 186.41 | 19              | 65.29           | 23              | 121.12          |
| 20                                          | Peter Liebers         | Allemagne          |                |                | 184.13 | 23              | 58.21           | 19              | 125.92          |
| 21                                          | Christopher Caluza    | Philippines        | 8              | 112.08         | 184.10 | 20              | 61.87           | 20              | 122.23          |
| 22                                          | Viktor Pfeifer        | Autriche           | 6              | 120.48         | 182.54 | 21              | 60.61           | 21              | 121.93          |
| 23                                          | Kim Lucine            | Monaco             | 5              | 122.58         | 181.37 | 22              | 59.93           | 22              | 121.44          |
| 24                                          | Javier Raya           | Espagne            | 9              | 111.66         | 167.48 | 24              | 57.22           | 24              | 110.26          |
| Patineurs éliminés après le programme court |                       |                    |                |                |        |                 |                 |                 |                 |
| 25                                          | Maciej Cieplucha      | Pologne            | 3              | 126.50         |        | 25              | 57.18           | NC              | NC              |
| 26                                          | Alexander Majorov     | Suède              | 7              | 115.78         |        | 26              | 56.57           | NC              | NC              |
| 27                                          | Kim Min-Seok          | Corée du Sud       | 11             | 110.24         |        | 27              | 55.41           | NC              | NC              |
| 28                                          | Dmitri Ignatenko      | Ukraine            |                |                |        | 28              | 52.93           | NC              | NC              |
| 29                                          | Alexei Bychenko       | Israël             | 12             | 108.51         |        | 29              | 52.76           | NC              | NC              |
| 30                                          | Justus Strid          | Danemark           | 10             | 110.45         |        | 30              | 50.55           | NC              | NC              |
| Patineurs éliminés après les qualifications |                       |                    |                |                |        |                 |                 |                 |                 |
| 31                                          | Ari-Pekka Nurmenkari  | Finlande           | 13             | 100.16         |        | NC              | NC              | NC              | NC              |
| 32                                          | Zoltán Kelemen        | Roumanie           | 14             | 97.75          |        | NC              | NC              | NC              | NC              |
| 33                                          | Brendan Kerry         | Australie          | 15             | 95.40          |        | NC              | NC              | NC              | NC              |
| 34                                          | Laurent Alvarez       | Suisse             | 16             | 93.24          |        | NC              | NC              | NC              | NC              |
| 35                                          | Damjan Ostojič        | Bosnie-Herzégovine | 17             | 93.11          |        | NC              | NC              | NC              | NC              |
| 36                                          | Slavik Hayrapetyan    | Arménie            | 18             | 92.84          |        | NC              | NC              | NC              | NC              |
| 37                                          | Luke Chilcott         | Royaume-Uni        | 19             | 91.92          |        | NC              | NC              | NC              | NC              |
| 38                                          | Jordan Ju             | Taipei chinois     | 20             | 89.56          |        | NC              | NC              | NC              | NC              |
| 39                                          | Márton Markó          | Hongrie            | 21             | 86.08          |        | NC              | NC              | NC              | NC              |
| 40                                          | Ali Demirboga         | Turquie            | 22             | 84.34          |        | NC              | NC              | NC              | NC              |
| 41                                          | Vitali Luchanok       | Biélorussie        | 23             | 83.97          |        | NC              | NC              | NC              | NC              |
| 42                                          | Saulius Ambrulevičius | Lituanie           | 24             | 82.40          |        | NC              | NC              | NC              | NC              |
| 43                                          | Taras Rajec           | Slovaquie          | 25             | 81.81          |        | NC              | NC              | NC              | NC              |
| 44                                          | Manol Atanassov       | Bulgarie           | 26             | 66.56          |        | NC              | NC              | NC              | NC              |
| 45                                          | Harry Hau Yin Lee     | Hong Kong          | 27             | 66.56          |        | NC              | NC              | NC              | NC              |
| Forfait                                     | Kevin Alves           | Brésil             | NC             | NC             |        | NC              | NC              | NC              | NC              |

### Dames

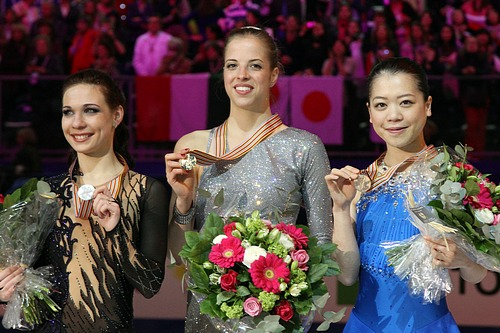
Podium des Dames

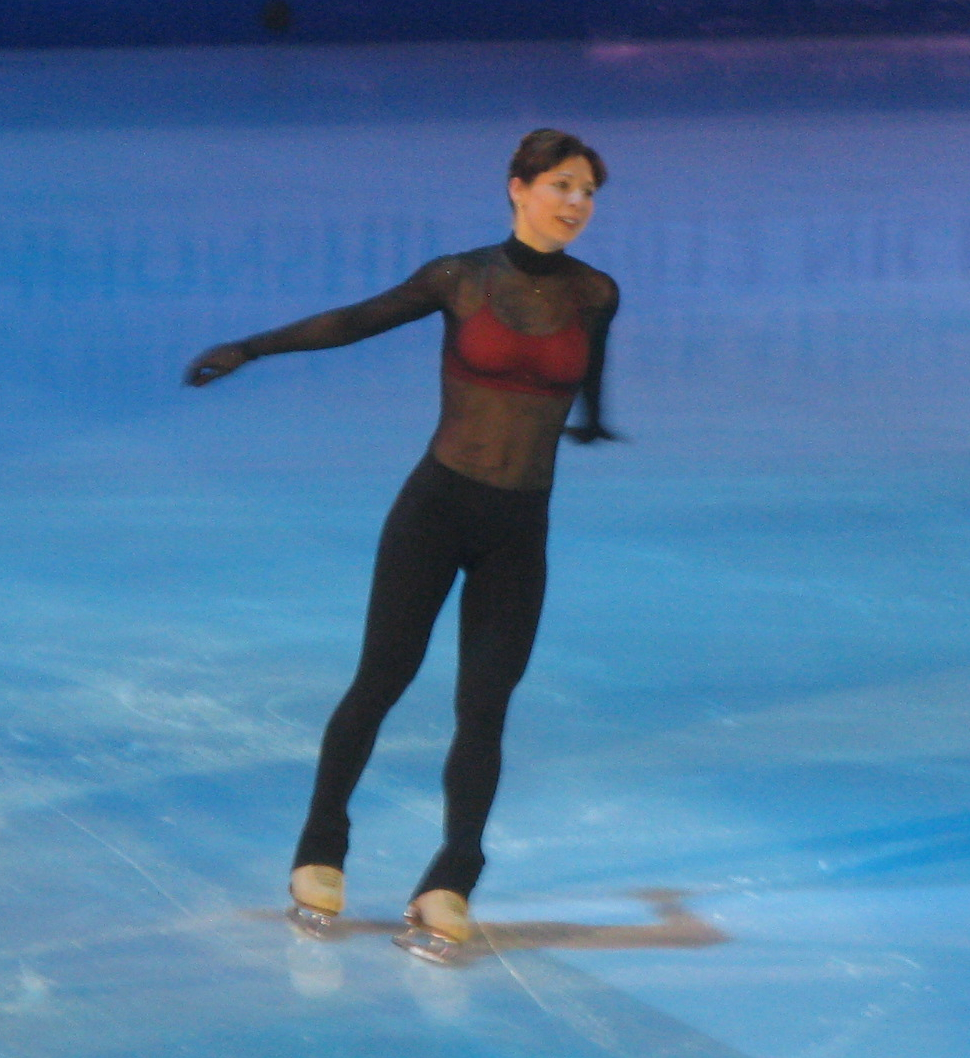
Alena Leonova aux championnats.

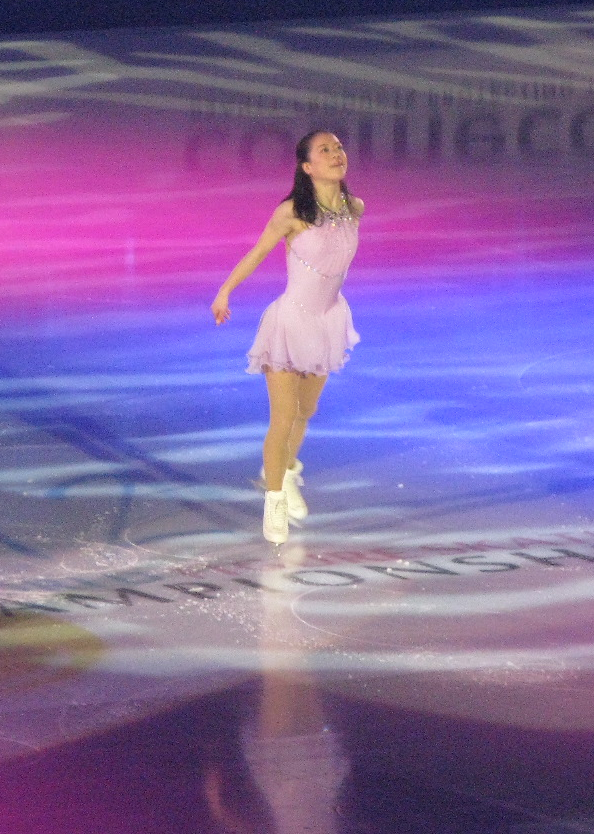
Akiko Suzuki aux championnats.

| Rang                                          | Nom                      | Pays           | Qualifications | Qualifications | Points | Programme court | Programme court | Programme libre | Programme libre |
| --------------------------------------------- | ------------------------ | -------------- | -------------- | -------------- | ------ | --------------- | --------------- | --------------- | --------------- |
| 1                                             | Carolina Kostner         | Italie         |                |                | 189.94 | 3               | 61.00           | 1               | 128.94          |
| 2                                             | Alena Leonova            | Russie         |                |                | 184.28 | 1               | 64.61           | 4               | 119.67          |
| 3                                             | Akiko Suzuki             | Japon          |                |                | 180.68 | 5               | 59.38           | 2               | 121.30          |
| 4                                             | Ashley Wagner            | États-Unis     |                |                | 176.77 | 8               | 56.42           | 3               | 120.35          |
| 5                                             | Kanako Murakami          | Japon          |                |                | 175.41 | 2               | 62.67           | 5               | 112.74          |
| 6                                             | Mao Asada                | Japon          |                |                | 164.52 | 4               | 59.49           | 6               | 105.03          |
| 7                                             | Zhang Kexin              | Chine          |                |                | 157.57 | 9               | 55.00           | 7               | 102.57          |
| 8                                             | Valentina Marchei        | Italie         | 4              | 88.92          | 150.10 | 11              | 52.14           | 9               | 97.96           |
| 9                                             | Ksenia Makarova          | Russie         |                |                | 149.48 | 6               | 58.51           | 14              | 90.97           |
| 10                                            | Elene Gedevanishvili     | Géorgie        |                |                | 149.20 | 7               | 58.49           | 15              | 90.71           |
| 11                                            | Viktoria Helgesson       | Suède          |                |                | 148.54 | 10              | 54.19           | 11              | 94.35           |
| 12                                            | Yrétha Silété            | France         |                |                | 148.18 | 15              | 48.42           | 8               | 99.76           |
| 13                                            | Elena Glebova            | Estonie        | 2              | 92.52          | 144.28 | 14              | 49.04           | 10              | 95.24           |
| 14                                            | Jenna McCorkell          | Royaume-Uni    | 1              | 95.63          | 143.84 | 12              | 50.42           | 12              | 93.42           |
| 15                                            | Sonia Lafuente           | Espagne        | 3              | 91.84          | 140.24 | 18              | 47.36           | 13              | 92.88           |
| 16                                            | Amélie Lacoste           | Canada         |                |                | 138.60 | 13              | 49.37           | 17              | 89.23           |
| 17                                            | Natalia Popova           | Ukraine        | 8              | 77.57          | 136.36 | 20              | 46.60           | 16              | 89.76           |
| 18                                            | Juulia Turkkila          | Finlande       |                |                | 135.56 | 17              | 47.75           | 18              | 87.81           |
| 19                                            | Polina Korobeynikova     | Russie         | 7              | 81.70          | 129.98 | 19              | 46.71           | 19              | 83.27           |
| 20                                            | Sarah Hecken             | Allemagne      |                |                | 129.20 | 21              | 46.39           | 20              | 82.81           |
| 21                                            | Kerstin Frank            | Autriche       | 5              | 85.09          | 126.17 | 22              | 45.80           | 21              | 80.37           |
| 22                                            | Alissa Czisny            | États-Unis     |                |                | 124.11 | 16              | 48.31           | 22              | 75.80           |
| 23                                            | Romy Bühler              | Suisse         | 6              | 81.74          | 116.21 | 24              | 44.02           | 23              | 72.19           |
| 24                                            | Alisa Mikonsaari         | Finlande       |                |                | 110.40 | 23              | 44.16           | 24              | 66.24           |
| Patineuses éliminées après le programme court |                          |                |                |                |        |                 |                 |                 |                 |
| 25                                            | Victoria Muniz           | Porto Rico     | 9              | 75.06          |        | 25              | 43.27           | NC              | NC              |
| 26                                            | Isabelle Pieman          | Belgique       |                |                |        | 26              | 38.45           | NC              | NC              |
| 27                                            | Alīna Fjodorova          | Lettonie       | 10             | 73.64          |        | 27              | 38.06           | NC              | NC              |
| 28                                            | Kwak Min-Jeong           | Corée du Sud   |                |                |        | 28              | 36.91           | NC              | NC              |
| 29                                            | Clara Peters             | Irlande        | 11             | 73.36          |        | 29              | 34.03           | NC              | NC              |
| 30                                            | Lejeanne Marais          | Afrique du Sud | 12             | 70.50          |        | 30              | 32.22           | NC              | NC              |
| Patineuses éliminées après les qualifications |                          |                |                |                |        |                 |                 |                 |                 |
| 31                                            | Melinda Wang             | Taipei chinois | 13             | 70.43          |        | NC              | NC              | NC              | NC              |
| 32                                            | Reyna Hamui              | Mexique        | 14             | 69.84          |        | NC              | NC              | NC              | NC              |
| 33                                            | Sıla Saygı               | Turquie        | 15             | 68.85          |        | NC              | NC              | NC              | NC              |
| 34                                            | Inga Januleviciute       | Lituanie       | 16             | 68.51          |        | NC              | NC              | NC              | NC              |
| 35                                            | Karina Johnson           | Danemark       | 17             | 68.46          |        | NC              | NC              | NC              | NC              |
| 36                                            | Mimi Tanasorn Chindasook | Thaïlande      | 18             | 67.62          |        | NC              | NC              | NC              | NC              |
| 37                                            | Fleur Maxwell            | Luxembourg     | 19             | 67.44          |        | NC              | NC              | NC              | NC              |
| 38                                            | Suhr Chae-Yeon           | Corée du Sud   | 20             | 67.17          |        | NC              | NC              | NC              | NC              |
| 39                                            | Daša Grm                 | Slovénie       | 21             | 66.45          |        | NC              | NC              | NC              | NC              |
| 40                                            | Chantelle Kerry          | Australie      | 22             | 65.48          |        | NC              | NC              | NC              | NC              |
| 41                                            | Eliška Březinová         | Tchéquie       | 23             | 65.47          |        | NC              | NC              | NC              | NC              |
| 42                                            | Anine Rabe               | Norvège        | 24             | 64.92          |        | NC              | NC              | NC              | NC              |
| 43                                            | Sabina Măriuţă           | Roumanie       | 25             | 64.52          |        | NC              | NC              | NC              | NC              |
| 44                                            | Alexandra Kunova         | Slovaquie      | 26             | 61.09          |        | NC              | NC              | NC              | NC              |
| 45                                            | Georgia Glastris         | Grèce          | 27             | 60.49          |        | NC              | NC              | NC              | NC              |
| 46                                            | Ami Parekh               | Inde           | 28             | 58.06          |        | NC              | NC              | NC              | NC              |
| 47                                            | Zhaira Costiniano        | Philippines    | 29             | 56.46          |        | NC              | NC              | NC              | NC              |
| 48                                            | Daniela Stoeva           | Bulgarie       | 30             | 56.38          |        | NC              | NC              | NC              | NC              |
| 49                                            | Marina Seeh              | Serbie         | 31             | 52.65          |        | NC              | NC              | NC              | NC              |
| 50                                            | Mirna Librić             | Croatie        | 32             | 52.16          |        | NC              | NC              | NC              | NC              |
| 51                                            | Viktória Pavuk           | Hongrie        | 33             | 51.43          |        | NC              | NC              | NC              | NC              |

### Couples

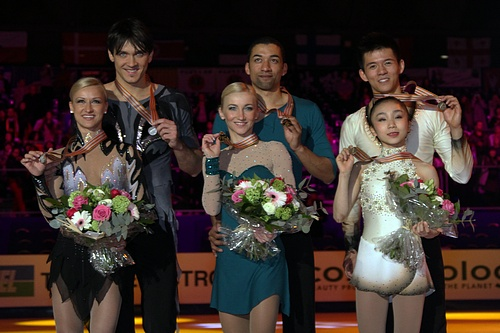
Podium des couples artistiques

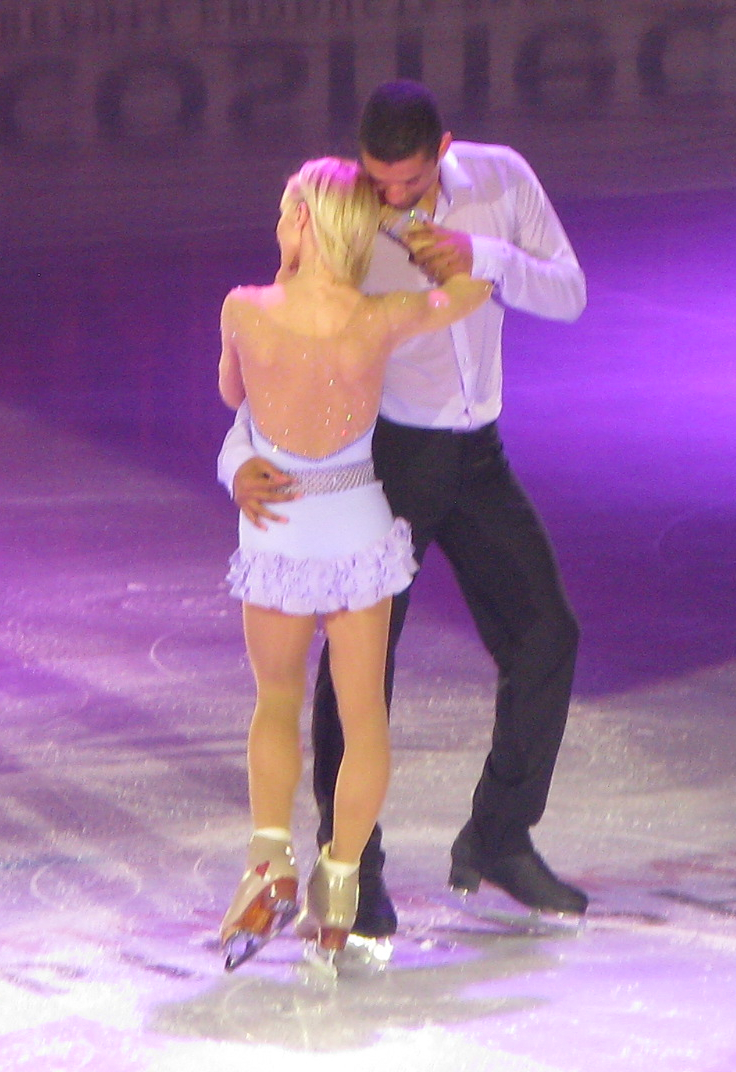
Aljona Savchenko et Robin Szolkowy.

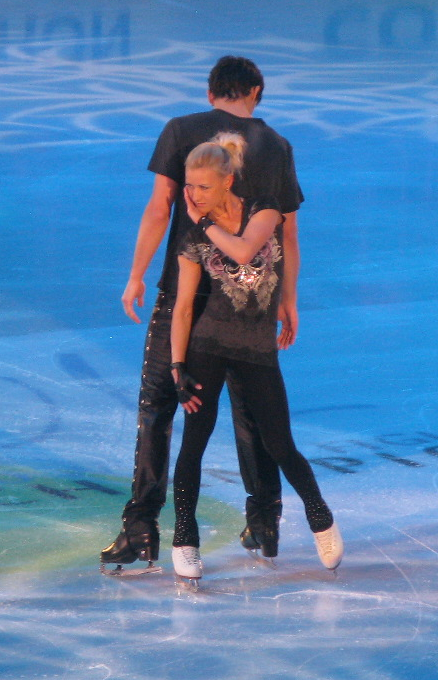
Tatiana Volosozhar et Maksim Trankov.

| Rang                                      | Nom                                       | Pays          | Qualifications | Qualifications | Points | Programme court | Programme court | Programme libre | Programme libre |
| ----------------------------------------- | ----------------------------------------- | ------------- | -------------- | -------------- | ------ | --------------- | --------------- | --------------- | --------------- |
| 1                                         | Aljona Savchenko / Robin Szolkowy         | Allemagne     |                |                | 201.49 | 1               | 68.63           | 2               | 132.86          |
| 2                                         | Tatiana Volosozhar / Maksim Trankov       | Russie        |                |                | 201.38 | 8               | 60.48           | 1               | 140.90          |
| 3                                         | Narumi Takahashi / Mervin Tran            | Japon         |                |                | 189.69 | 3               | 65.37           | 3               | 124.32          |
| 4                                         | Pang Qing / Tong Jian                     | Chine         |                |                | 186.05 | 2               | 67.10           | 6               | 118.95          |
| 5                                         | Meagan Duhamel / Eric Radford             | Canada        |                |                | 185.41 | 5               | 63.69           | 5               | 121.72          |
| 6                                         | Vera Bazarova / Yuri Larionov             | Russie        |                |                | 183.68 | 4               | 65.02           | 7               | 118.66          |
| 7                                         | Yuko Kavaguti / Alexandre Smirnov         | Russie        |                |                | 182.42 | 11              | 59.59           | 4               | 122.83          |
| 8                                         | Caydee Denney / John Coughlin             | États-Unis    |                |                | 180.37 | 7               | 62.48           | 8               | 117.89          |
| 9                                         | Sui Wenjing / Han Cong                    | Chine         | 1              | 116.57         | 179.44 | 6               | 63.27           | 9               | 116.17          |
| 10                                        | Mary Beth Marley / Rockne Brubaker        | États-Unis    |                |                | 170.90 | 10              | 59.62           | 10              | 111.28          |
| 11                                        | Stefania Berton / Ondřej Hotárek          | Italie        |                |                | 168.16 | 9               | 60.39           | 11              | 107.77          |
| 12                                        | Jessica Dubé / Sébastien Wolfe            | Canada        |                |                | 156.36 | 12              | 55.83           | 12              | 100.53          |
| 13                                        | Maylin Hausch / Daniel Wende              | Allemagne     |                |                | 145.80 | 15              | 48.48           | 13              | 97.32           |
| 14                                        | Mari Vartmann / Aaron van Cleave          | Allemagne     | 3              | 90.48          | 143.29 | 16              | 47.91           | 14              | 95.38           |
| 15                                        | Nicole Della Monica / Matteo Guarise      | Italie        | 7              | 77.40          | 137.31 | 14              | 49.07           | 15              | 88.24           |
| 16                                        | Vanessa James / Morgan Ciprès             | France        | 2              | 96.48          | 130.70 | 13              | 50.51           | 16              | 80.19           |
| Couples éliminés après le programme court |                                           |               |                |                |        |                 |                 |                 |                 |
| 17                                        | Danielle Montalbano / Evgeni Krasnopolski | Israël        | 5              | 84.71          |        | 17              | 44.69           | NC              | NC              |
| 18                                        | Anaïs Morand / Timothy Leemann            | Suisse        | 8              | 73.19          |        | 18              | 44.59           | NC              | NC              |
| 19                                        | Stacey Kemp / David King                  | Royaume-Uni   | 4              | 89.30          |        | 19              | 39.33           | NC              | NC              |
| 20                                        | Ji-Hyang Ri / Won-Hyok Thae               | Corée du Nord | 6              | 84.28          |        | 20              | 36.23           | NC              | NC              |
| Couples éliminés après les qualifications |                                           |               |                |                |        |                 |                 |                 |                 |
| 21                                        | Lubov Bakirova / Mikalai Kamianchuk       | Biélorussie   | 9              | 71.58          |        | NC              | NC              | NC              | NC              |
| 22                                        | Stina Martini / Severin Kiefer            | Autriche      | 10             | 64.72          |        | NC              | NC              | NC              | NC              |
| 23                                        | Elizabeta Makarova / Leri Kenchadze       | Bulgarie      | 11             | 55.13          |        | NC              | NC              | NC              | NC              |

### Danse sur glace

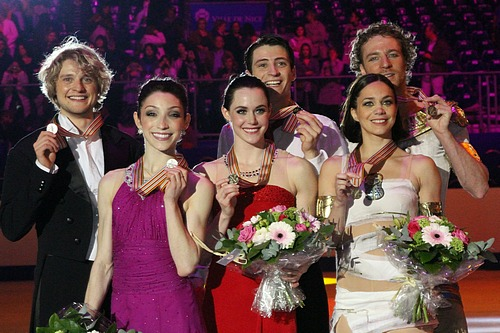
Podium de la danse sur glace

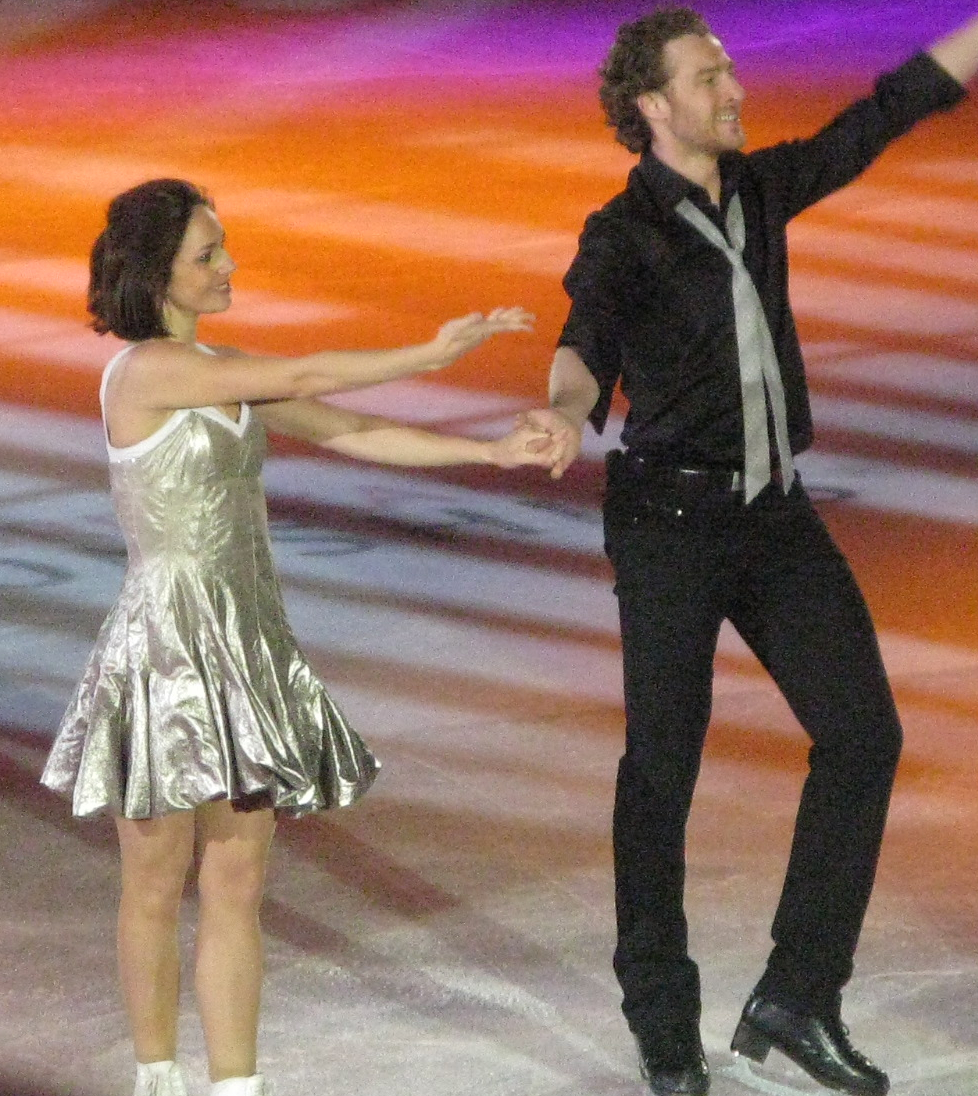
Nathalie Péchalat et Fabian Bourzat.

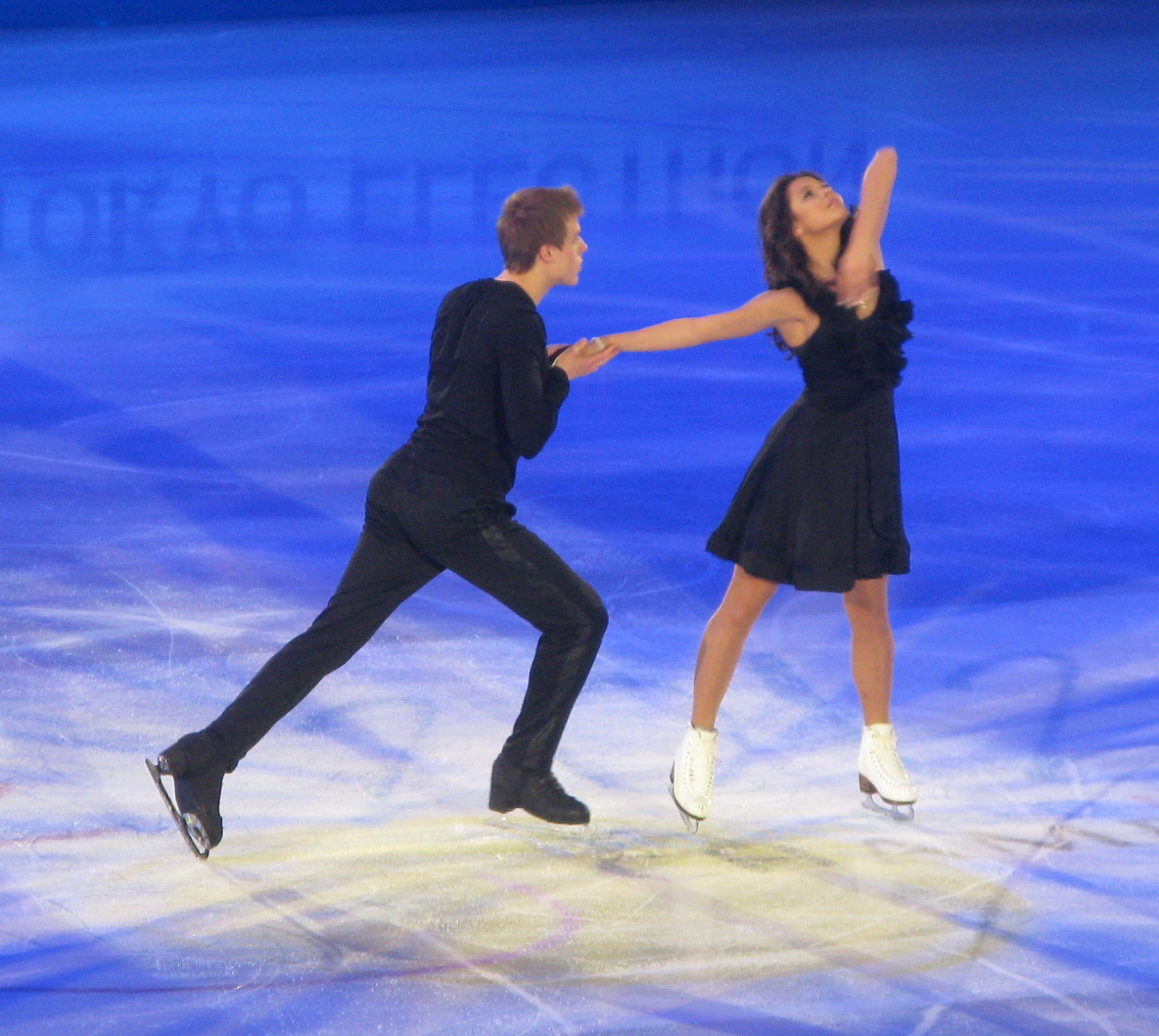
Elena Ilinykh et Nikita Katsalapov.

| Rang                                               | Nom                                      | Pays        | Qualifications | Qualifications | Points | Danse courte | Danse courte | Danse libre | Danse libre |
| -------------------------------------------------- | ---------------------------------------- | ----------- | -------------- | -------------- | ------ | ------------ | ------------ | ----------- | ----------- |
| 1                                                  | Tessa Virtue / Scott Moir                | Canada      |                |                | 182.65 | 1            | 72.31        | 1           | 110.34      |
| 2                                                  | Meryl Davis / Charlie White              | États-Unis  |                |                | 178.62 | 2            | 70.98        | 2           | 107.64      |
| 3                                                  | Nathalie Péchalat / Fabian Bourzat       | France      |                |                | 173.18 | 3            | 69.13        | 3           | 104.05      |
| 4                                                  | Kaitlyn Weaver / Andrew Poje             | Canada      |                |                | 166.65 | 4            | 66.47        | 4           | 100.18      |
| 5                                                  | Elena Ilinykh / Nikita Katsalapov        | Russie      | 1              | 92.40          | 161.00 | 5            | 65.34        | 5           | 95.66       |
| 6                                                  | Anna Cappellini / Luca Lanotte           | Italie      |                |                | 160.62 | 6            | 65.11        | 6           | 95.51       |
| 7                                                  | Ekaterina Bobrova / Dmitri Soloviev      | Russie      |                |                | 150.75 | 9            | 58.29        | 7           | 92.46       |
| 8                                                  | Maia Shibutani / Alex Shibutani          | États-Unis  |                |                | 144.72 | 7            | 62.35        | 11          | 82.37       |
| 9                                                  | Ekaterina Riazanova / Ilia Tkachenko     | Russie      |                |                | 144.43 | 10           | 58.19        | 8           | 86.24       |
| 10                                                 | Madison Hubbell / Zachary Donohue        | États-Unis  |                |                | 143.95 | 8            | 59.56        | 10          | 84.39       |
| 11                                                 | Nelli Zhiganshina / Alexander Gazsi      | Allemagne   |                |                | 141.36 | 11           | 56.29        | 9           | 85.07       |
| 12                                                 | Huang Xintong / Zheng Xun                | Chine       | 2              | 79.69          | 130.27 | 13           | 51.35        | 13          | 78.92       |
| 13                                                 | Kharis Ralph / Asher Hill                | Canada      |                |                | 129.55 | 15           | 50.75        | 14          | 78.80       |
| 14                                                 | Penny Coomes / Nicholas Buckland         | Royaume-Uni | 4              | 79.09          | 129.31 | 12           | 54.35        | 17          | 74.96       |
| 15                                                 | Siobhan Heekin-Canedy / Dmitri Dun       | Ukraine     |                |                | 128.75 | 17           | 48.70        | 12          | 80.05       |
| 16                                                 | Lorenza Alessandrini / Simone Vaturi     | Italie      | 7              | 73.96          | 126.89 | 14           | 51.18        | 16          | 75.71       |
| 17                                                 | Julia Zlobina / Alexei Sitnikov          | Azerbaïdjan | 5              | 77.80          | 126.57 | 19           | 48.15        | 15          | 78.42       |
| 18                                                 | Isabella Tobias / Deividas Stagniūnas    | Lituanie    |                |                | 124.07 | 16           | 50.22        | 19          | 73.85       |
| 19                                                 | Sara Hurtado / Adrià Díaz                | Espagne     | 6              | 76.26          | 123.12 | 18           | 48.68        | 18          | 74.44       |
| 20                                                 | Danielle O'Brien / Gregory Merriman      | Australie   | 8              | 71.37          | 112.23 | 20           | 47.92        | 20          | 64.31       |
| Couples de danse éliminés après la danse courte    |                                          |             |                |                |        |              |              |             |             |
| 21                                                 | Pernelle Carron / Lloyd Jones            | France      |                |                |        | 21           | 47.75        | NC          | NC          |
| 22                                                 | Irina Shtork / Taavi Rand                | Estonie     | 3              | 79.17          |        | 22           | 47.24        | NC          | NC          |
| 23                                                 | Zsuzsanna Nagyy / Máté Fejes             | Hongrie     | 10             | 70.84          |        | 23           | 45.70        | NC          | NC          |
| 24                                                 | Cathy Reed / Chris Reed                  | Japon       |                |                |        | 24           | 44.19        | NC          | NC          |
| 25                                                 | Anna Nagornyuk / Viktor Kovalenko        | Ouzbékistan | 9              | 70.88          |        | 25           | 44.08        | NC          | NC          |
| Couples de danse éliminés après les qualifications |                                          |             |                |                |        |              |              |             |             |
| 26                                                 | Gabriela Kubová / Dmitri Kiselev         | Tchéquie    | 11             | 70.39          |        | NC           | NC           | NC          | NC          |
| 27                                                 | Federica Testa / Lukáš Csölley           | Slovaquie   | 12             | 68.42          |        | NC           | NC           | NC          | NC          |
| 28                                                 | Henna Lindholm / Ossi Kanervo            | Finlande    | 13             | 68.42          |        | NC           | NC           | NC          | NC          |
| 29                                                 | Alexandra Zvorigina / Maciej Bernadowski | Pologne     | 14             | 68.29          |        | NC           | NC           | NC          | NC          |
| 30                                                 | Ramona Elsener / Florian Roost           | Suisse      | 15             | 66.29          |        | NC           | NC           | NC          | NC          |
| 31                                                 | Alisa Agafonova / Alper Uçar             | Turquie     | 16             | 64.61          |        | NC           | NC           | NC          | NC          |
| 32                                                 | Ksenia Pecherkina / Aleksandrs Jakushin  | Lettonie    | 17             | 62.15          |        | NC           | NC           | NC          | NC          |
| 33                                                 | Corenne Bruhns / Ryan Van Natten         | Mexique     | 18             | 61.11          |        | NC           | NC           | NC          | NC          |
| 34                                                 | Ekaterina Bugrov / Vasili Rogov          | Israël      | 19             | 60.81          |        | NC           | NC           | NC          | NC          |
| 35                                                 | Cortney Mansour / Daryn Zhunussov        | Kazakhstan  | 20             | 58.92          |        | NC           | NC           | NC          | NC          |
| 36                                                 | Barbora Silná / Juri Kurakin             | Autriche    | 21             | 57.78          |        | NC           | NC           | NC          | NC          |
| 37                                                 | Alexandra Chistiakova / Dimitar Lichev   | Bulgarie    | 22             | 55.22          |        | NC           | NC           | NC          | NC          |
| 38                                                 | Lesia Valadzenkava / Vitali Vakunov      | Biélorussie | 23             | 53.00          |        | NC           | NC           | NC          | NC          |